# Ria Irawan
Chandra Ariati Dewi Irawan, né le 24 juillet 1969 et mort le 6 janvier 2020, est une actrice indonésienne.

## Biographie
Irawan avait une descendance Minangkabau. Elle a commencé à jouer à l'âge de quatre ans, son premier film étant Conducteur de taxi. Son rôle d'évasion était dans le film Fleur en papier en 1984. Elle était la fille des acteurs Bambang Irawan et Ade Irawan. Sa sœur, Dewi Irawan, est également actrice.
Irawan est décédé le 6 janvier 2020, après avoir lutté contre le cancer depuis 2004.